# Henry Nicholas Bolander

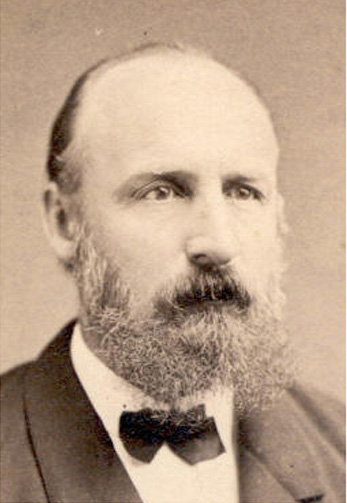
Henry Nicholas Bolander

Henry Nicholas Bolander (* 22. Februar 1831 in Schlüchtern; † 1897 in Portland, Oregon) war ein deutsch-amerikanischer Botaniker. Sein offizielles botanisches Autorenkürzel lautet „Bol.“

## Leben
Bolander wurde in Schlüchtern im Kurfürstentum Hessen geboren und emigrierte 1846 im Alter von 15 Jahren in die Vereinigten Staaten. Ermutigt durch seinen Onkel trat er in das lutherische Seminar in Columbus (Ohio) ein. Er schloss sein Studium dort ab und wurde ordiniert, aber nie als Pastor eingesetzt. Ab 1851 begann er an deutsch-englischen Schulen zu unterrichten. Von seinem Nachbarn Leo Lesquereux, einem Schweizer Paläobotaniker und Bryologen, wurde er in die Botanik eingeführt.
Nach einigen Jahren der Krankheit wurde Bolander ein Klimawechsel empfohlen und er zog 1861 nach Kalifornien, wo er viele Mitglieder der California Academy of Sciences und des State Geological Surveys kennenlernte. 1864 begann er zusammen mit William Henry Brewer eine botanische Sammlung anzulegen, er sammelte Pilze und Blütenpflanzen. Dabei entwickelte er sich zu einem Spezialisten für Gräser.
Er veröffentlichte mehrere wissenschaftliche Publikationen zu den kalifornischen Gräsern in den Proceedings of the California Academy of Sciences und einen Catalogue of Plants Growing in the Vicinity of San Francisco (1870). Ab 1871 schlug Bolander als Mitglied der Republikanischen Partei eine politische Laufbahn ein und wurde „State Superintendent of Schools“; dieses Amt behielt er bis 1875. Daneben war er Herausgeber eines monatlichen Magazins California Teacher. 1878 verließ Bolander Kalifornien und reiste mehrere Jahre; er besuchte Guatemala, Chile und Peru, wahrscheinlich aber auch Südafrika, Madagaskar und Europa. 1883 zog er nach Portland im Bundesstaat Oregon, wo er bis zu seinem Tod im Jahr 1897 moderne Sprachen und Botanik an der St. Helen's Hall and Bishop Scott Academy unterrichtete.

## Trivia
Ihm zu Ehren wurde die Lilienart Lilium bolanderi benannt.